# Orthosia umbrosa
Orthosia umbrosa är en oleanderväxtart som beskrevs av Joseph Decaisne. Orthosia umbrosa ingår i släktet Orthosia och familjen oleanderväxter. Inga underarter finns listade i Catalogue of Life.